# Centro de documentación

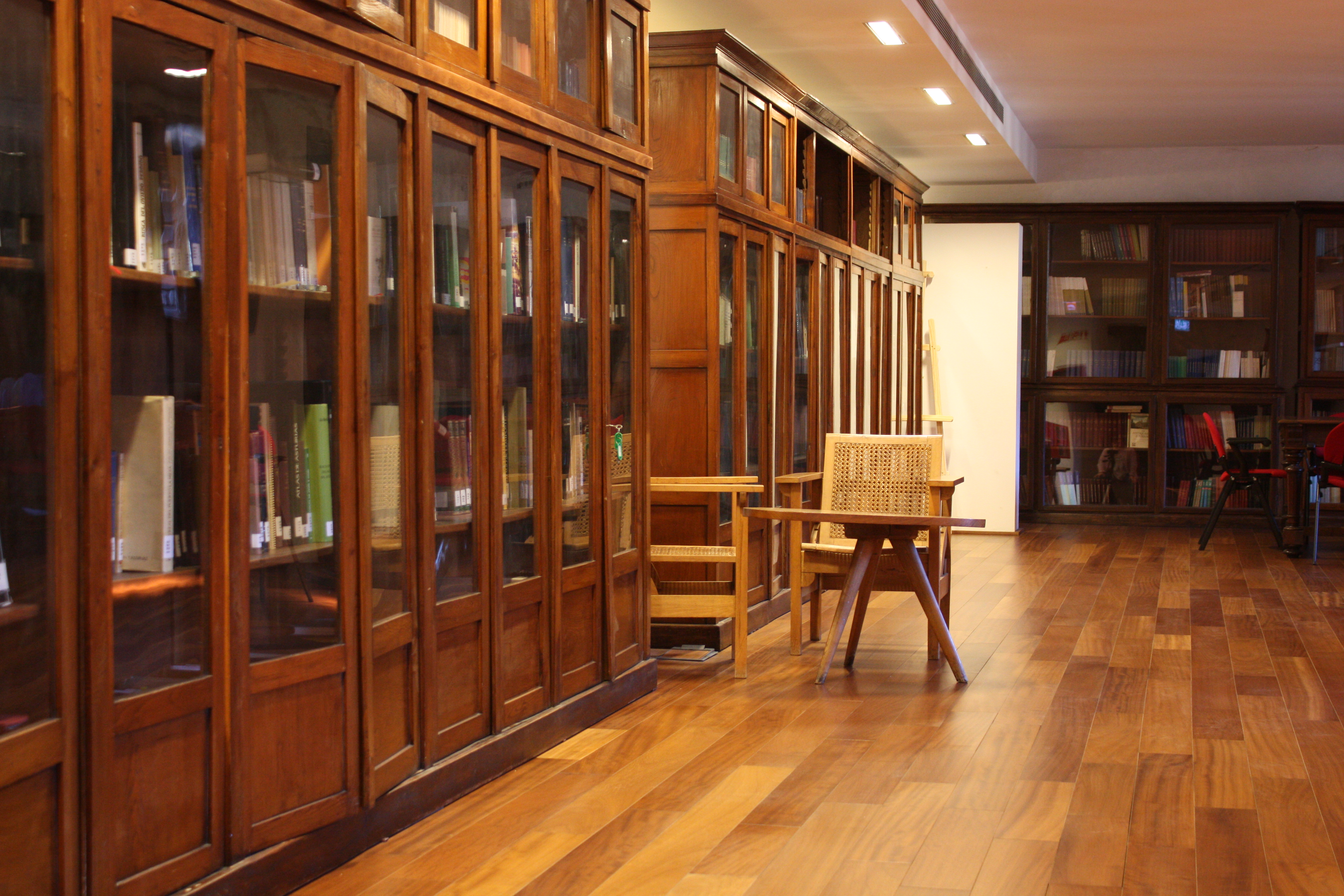
Biblioteca del Museo Arqueológico de Asturias. Actúa como centro de documentación del museo y se ocupa de los servicios de atención para el estudio y la investigación de la prehistoria y arqueología en Asturias

El centro de documentación o centro documental es una unidad de información que reúne, gestiona y difunde la documentación de un área  del conocimiento determinado o la producida por un organismo o institución a la que se circunscribe. Surge para hacer frente a la explosión documental, principalmente de contenido científico-técnico. Presenta similitudes con la biblioteca especializada y se caracteriza por profundizar algunas de sus funciones, en especial el análisis documental de contenido, para lograr una mejor recuperación de la información, utilizando las nuevas tecnologías de la información.
En resumen podríamos decir que se trata de unidad de información especializada adscrita a un organismo (propietario de este centro), donde se encuentran conservados y almacenados los documentos necesarios para el funcionamiento de un servicio o una actividad de la propia institución o empresa, y cuya finalidad es servir de referencia y ayuda a los profesionales o investigadores.

## Objetivos
Tiene como objetivo principal satisfacer de manera eficaz las necesidades de información de sus usuarios, que en general son investigadores en un área específica del conocimiento, a través de información precisa. Cumple el rol de intermediario entre el usuario y el conocimiento. Su fin es ahorrar tiempo, esfuerzo y dinero al investigador y a las empresas.

## Funciones
Un centro de documentación tiene como funciones seleccionar, analizar, recuperar y difundir la información. Utiliza las nuevas tecnologías para realizar el tratamiento de la información y para el acceso en línea a otras bases de datos y documentos electrónicos.

## Estructura interna
Para cumplir sus funciones se estructura en diversas unidades.
- Unidad de fondos documentales: se estudian los fondos existentes, elaboran catálogos y publicaciones del centro.
- Unidad de análisis documental: se efectúan tareas de clasificación, catalogación, indización y resúmenes entre otras tareas.
- Unidad de tratamiento informático: se ingresan datos en el sistema informático para su posterior recuperación.
- Unidad de recuperación y difusión: se realizan búsquedas retrospectivas y difusión selectiva de la información.
- Unidades auxiliares: se elaboran reprografías, traducciones, etc.
- Unidad de gestión informática: se actualizan y mantienen aquellas áreas que se encuentran automatizadas dentro del centro.

## Tipos de Centros de documentación
- Centros de Documentación Especializados: Proporcionan servicios de calidad y documentos muy específicos, sus usuarios son técnicos y científicos.

- Centros de Documentación Nacionales: En general dependen de organismos estatales, recogen y coordinan información generada en un país.

- Centros de Documentación Internacionales: Son centros documentales que realizan tareas en áreas específicas e intentan unificar la información generada en esa área a nivel regional o internacional.

- Servicios de documentación: Dependen de organismos públicos o privados y  trabajan principalmente para ellos. Al conocer el perfil de sus usuarios pueden brindar ayuda individualizada.